# Nahiya
Nahiya o Nāḥiyah (en árabe: ناحية‎ [ˈnæːħijæ]; en plural Nawāḥī نواحي [næˈwæːħiː]) es el término para una división administrativa de tercer nivel en Siria e Irak, y de un nivel inferior en el Líbano, Jordania, y las antiguas subdivisiones del Imperio otomano, también conocidas por el nombre de bucak. En Tayikistán es una división de segundo nivel. En Sinkiang, dentro de la República Popular China, es de tercer nivel. 
Un Nahiya contiene un número de villas y en ocasiones pueblos más pequeños. Constituye una división de una qadaa o mintaqah (distrito). Nahiya se puede traducir como subdistrito.
Países árabes
- Subdivisiones de Siria: por debajo de los distritos de Siria (mintaqah).
- Subdivisiones de Irak: por debajo de los distritos de Irak (mintaqah).
- Subdivisiones del Líbano.
- Subdivisiones de Jordania: por debajo de las gobernaciones de Jordania (muhafazah).

Países turcos
- Subdivisiones del Imperio otomano: por debajo de kaza.
- Subdivisiones de Tayikistán: por debajo de las provincias de Tayikistán.
- Subdivisiones de Sinkiang: por debajo de los distritos de prefectura.

- Datos: Q1087624